# 번지 (기업)
번지(영어: Bungie, Inc.)는 미국의 게임 소프트웨어 개발 회사이다. 현재는 플레이스테이션 4와 엑스박스 원의 《데스티니 시리즈》의 개발을 하고 있다. 과거에는 매킨토시, 윈도, 플레이스테이션 2, 엑스박스, 엑스박스 360용 게임을 개발하고 《헤일로 시리즈》 등이 대표작으로 알려져 있다.

## 개발한 게임
- 헤일로: 컴뱃 이볼브드
- 헤일로 2
- 헤일로 3
- 헤일로 3: ODST
- 헤일로: 리치
- 데스티니 (비디오 게임)
- 데스티니 가디언즈